# Colin Doyle
Colin Anthony Doyle est un footballeur international irlandais né le 12 juin 1985 à Cork qui évolue au poste de gardien de but. Après avoir débuté le football dans sa ville de naissance, il évolue dans différents clubs anglais et écossais. Colin Doyle compte quatre sélection en équipe nationale irlandaise.

## Biographie

### Carrière en club
Colin Doyle nait à Cork le 12 juin 1985. Il est scolarisé à la Douglas Community School. Jeune élève il s'essaye comme beaucoup d'Irlandais au football gaélique et au hurling au sein du Douglas GAA avant de choisir le football au sein du Douglas Hall FC. Très tôt remarqué par les recruteurs anglais, il signe et part à 16 ans pour Birmingham et s'engage dans les équipes de jeunes du Birmingham City. Il fait très vite sa première apparition dans l'équipe senior, mais il ne s'agit que d'un remplacement de fin de match lors d'un match de préparation d'avant saison au cours d'une tournée asiatique. Il joue alors 13 minutes contre l'équipe nationale malaisienne. Doyle reste au centre de formation avant d'être prêté en octobre 2004 au Chester City qui joue en League Two. Le gardien titulaire de Chester c'est blessé et le club a alors besoin de sécuriser le poste de gardien remplaçant. Lors de cette saison, Doyle ne joue qu'une seule rencontre, une défaite contre Rochdale en EFL Trophy.
De retour à Birmingham, Colin Doyle est immédiatement reprêté cette fois-ci à Nottingham Forest d'abord pour un mois avant que le prêt ne soit étendu au reste de la saison. Doyle fait ses débuts avec Forest en février 2005 pour une rencontre de Cup contre Tottenham Hotspur. Lors de cette rencontre il laisse échapper le ballon sur un coup franc tiré par Jermaine Defoe et concède le but juste avant la mi-temps. Fort heureusement, ses coéquipiers réussissent à marquer le but égalisateur et à arracher ainsi un match d'appui puisque les deux équipes ne réussissent pas à se départager. Doyle ne joue que trois autres matchs en équipe première, mais malgré ces difficultés il se déclare satisfait du prêt car il a pu jouer régulièrement avec l'équipe réserve.
Ce n'est qu'après 2006 et plusieurs prêts que Doyle est totalement intégré à l'équipe première. Après son triple prêt à Milwall, il a en main une véritable alternative, signer un contrat avec Millwall ou renouveler celui avec Birmingham. Il choisit de prolonger deux saisons avec son club formateur et devenir la doublure du titulaire au poste de gardien de but, l'international nord-irlandais Maik Taylor. Après quelques espoirs nés d'une succession de titularisation, il est vite restreint à un statut de remplaçant, surtout après l'arrivée de Richard Kingson puis celle de Joe Hart en juillet 2009. Il demande alors à être prêté sur du long terme, mais sa demande est refusée par le club. Il faut ensuite attendre janvier 2011 pour que Doyle, profitant d'une série de blessures des autres gardiens puisse de nouveau être titularisé dans les cages des Blues de City pour un match de Coupe d'Angleterre contre Coventry City. En avril suivant, il joue son premier match de Premier League depuis août 2005 contre Liverpool FC.
Après la relégation en fin de saison pour Birmingham, le club prend l'option d'une année supplémentaire sur le contrat de Doyle et ce malgré les accusations de consommation inappropriée d'alcool tard dans la nuit après le dîner de fin de saison du club. Il fait 16 apparitions lors de la saison 2011-12, dont trois matches de la campagne de Birmingham en Ligue Europa et les deux matches de la demi-finale des play-offs de Championship.
En juillet 2013, Doyle a été utilisé comme avant-centre pour les six dernières minutes d'un match de pré-saison contre les Shamrock Rovers en raison d'une blessure de l'attaquant Matt Green (en) après que tous les remplaçants de champ aient été utilisés.
Lors de la saison 2014-15, il dispute trois matchs de coupe et un en championnat, réalisant une performance impressionnante lors d'une défaite 1-0 contre les Blackburn Rovers alors que Darren Randolph était suspendu. Il est libéré à l'expiration de son contrat à la fin de sa douzième saison en tant que professionnel avec Birmingham City. Le Birmingham Mail a qualifié son départ de « fin d'une époque ».
En juin 2015 il s'engage avec le Blackpool FC tout juste relégué en League One. Il est nommé capitaine de l'équipe.
Après la relégation de Blackpool en League Two, Colin Doyle signe un contrat avec Bradford City pour une somme d'un million de livres. Doyle, titulaire au poste de gardien, joue toutes les compétitions. Bradford se hisse jusqu'au pay-off de promotion mais perd en finale à Wembley contre Millwall FC. En mars 2018, Doyle joue deux matchs en 24 heures, le premier en équipe nationale, le second le lendemain avec Bradford City. En fin de saison Bradford lui propose un nouveau contrat, mais Doyle le refuse.
Arrivé au terme de son contrat avec Bradford, Colin Doyle décide de répondre favorablement à la proposition du Heart of Midlothian un des deux clubs historique d'Édimbourg qui dispute la première division écossaise. Ce transfert s'avère être un échec sportif puisque Doyle n'arrive pas à déloger le gardien titulaire Zdeněk Zlámal de son poste pour ne jouer finalement que 12 matchs en deux saisons. Une possibilité lui est offerte de retourner à Bradford City mais le transfert ne se réalise pas.
Le 11 août 2020, il est prêté pour quatre mois à Kilmarnock. Le prêt est ensuite étendu jusqu'à la fin de la saison. Avec cette nouvelle équipe il dispute onze matchs, soit quasiment autant que lors de son passages avec les Hearts, et joue les barrages de relégation que Kilmarnock perd. Descendu en deuxième division, Kilmarnock lui propose un contrat d'entraîneur-joueur qu'il accepte.

### Carrière internationale
Le premier contact de Colin Doyle avec une équipe nationale se fait avec les espoirs. Sa première sélection a lieu en août 2006 à l'occasion d'un match à l'extérieur contre la Grèce. Doyle réussi à garder des buts inviolés et permet ainsi à son équipe de remporter le match deux buts à zéro. Il obtient par la suite trois autres sélections avec les espoirs.
Sa première sélection internationale avec les A arrive le 23 mai 2007 à l'occasion d'un match amical contre l'Équateur. La rencontre se déroule lors d'une tournée aux États-Unis au Giants Stadium d'East Rutherford dans le New Jersey. Le match se termine sur un score de parité 1-1, le but irlandais est marqué par son homonyme Kevin Doyle.
Il faudra attendre onze ans pour que Colin Doyle soit de nouveau sélectionné. Il joue alors en troisième division anglaise dans le club de Bradford City. À cette occasion, il devient le premier joueur de Bradford depuis sept ans à être sélectionné dans une équipe nationale. Doyle n'est que remplaçant, mais le fait d'être appelé par son sélectionneur marque la reconnaissance de sa régularité, avec Blackpool d'abord et avec Bradford ensuite.
Sa deuxième sélection arrive le 23 mars 2018 pour un nouveau match amical à Antalya contre la Turquie. Cette dernière s'impose 1-0. Deux mois plus tard, il est appelé pour les matchs de fin de saison. Le premier au Stade de France contre des français qui préparent la Coupe du monde en Russie. Ceux-ci s'imposent 2-0 avec des buts de Olivier Giroud et Nabil Fekir. Il est de nouveau titulaire quelques jours plus tard pour son tout premier match international à Dublin, L'Irlande joue et s'impose 2-1 contre les États-Unis.

## Éléments statistiques
| Saison                | Club                     | Championnat           | Championnat | Championnat | Coupe(s) nationale(s) | Coupe(s) nationale(s) | Compétition(s) continentale(s) | Compétition(s) continentale(s) | Compétition(s) continentale(s) | République d'Irlande | République d'Irlande | Total | Total |
| Saison                | Club                     | Division              | M.          | B.          | M.                    | B.                    | Comp.                          | M.                             | B.                             | M.                   | B.                   | M.    | B.    |
| 2003-2004             | Birmingham City          | Premier League        | -           | -           | -                     | -                     | -                              | -                              | -                              | -                    | 0                    | 0     | 0     |
| 2004-2005             | Birmingham City          | Premier League        | -           | -           | -                     | -                     | -                              | -                              | -                              | -                    | -                    | 0     | 0     |
| 2004-2005             | Chester City (prêt)      | League Two            | -           | -           | 1                     | -                     | -                              | -                              | -                              | -                    | -                    | 1     | 0     |
| 2004-2005             | Nottingham Forest (prêt) | Premier League        | 3           | 0           | 1                     | 0                     | -                              | -                              | -                              | -                    | -                    | 4     | 0     |
| 2005-2006             | Birmingham City          | Premier League        | -           | -           | -                     | -                     | -                              | -                              | -                              | -                    | -                    | 0     | 0     |
| 2005-2006             | Millwall (prêt)          | Championship          | 14          | -           | -                     | -                     | -                              | -                              | -                              | -                    | -                    | 14    | 0     |
| 2006-2007             | Birmingham City          | Championship          | 19          | -           | 3                     | -                     | -                              | -                              | -                              | 1                    | -                    | 23    | 0     |
| 2007-2008             | Birmingham City          | Premier League        | 3           | -           | 2                     | -                     | -                              | -                              | -                              | -                    | 0                    | 5     | 0     |
| 2008-2009             | Birmingham City          | Championship          | 2           | -           | 2                     | -                     | -                              | -                              | -                              | -                    | -                    | 4     | 0     |
| 2009-2010             | Birmingham City          | Premier League        | -           | -           | -                     | -                     | -                              | -                              | -                              | -                    | -                    | 0     | 0     |
| 2010-2011             | Birmingham City          | Premier League        | 1           | -           | 2                     | -                     | -                              | -                              | -                              | -                    | -                    | 3     | 0     |
| 2010-2011             | Coventry City (prêt)     | Championship          | 0           | 0           | 1                     | 0                     | -                              | -                              | -                              | 0                    | 0                    | 1     | 0     |
| 2011-2012             | Birmingham City          | Championship          | 5           | -           | 6                     | -                     | -                              | -                              | -                              | -                    | -                    | 11    | 0     |
| 2012-2013             | Birmingham City          | Championship          | 0           | -           | 3                     | -                     | -                              | -                              | -                              | -                    | -                    | 3     | 0     |
| 2013-2014             | Birmingham City          | Championship          | 0           | -           | 6                     | -                     | -                              | -                              | -                              | -                    | -                    | 6     | 0     |
| 2014-2015             | Birmingham City          | Championship          | 1           | -           | 3                     | -                     | -                              | -                              | -                              | -                    | -                    | 4     | 0     |
| 2015-2016             | Blackpool                | League One            | 33          | -           | 2                     | -                     | -                              | -                              | -                              | -                    | -                    | 35    | 0     |
| 2016-2017             | Bradford City            | League One            | 44          | -           | 6                     | -                     | -                              | -                              | -                              | -                    | -                    | 50    | 0     |
| 2017-2018             | Bradford City            | League One            | 35          | -           | 3                     | -                     | -                              | -                              | -                              | 3                    | -                    | 41    | 0     |
| 2018-2019             | Heart of Midlothian      | Scottish PL           | 9           | -           | 2                     | -                     | -                              | -                              | -                              | -                    | -                    | 11    | 0     |
| 2019-2020             | Heart of Midlothian      | Scottish PL           | 2           | -           | -                     | -                     | -                              | -                              | -                              | -                    | -                    | 2     | 0     |
| 2020-2021             | Heart of Midlothian      | Scottish Championship | -           | -           | -                     | -                     | -                              | -                              | -                              | -                    | -                    | 0     | 0     |
| 2020-2021             | Kilmarnock FC (prêt)     | Scottish PL           | 11          | -           | 7                     | -                     | -                              | -                              | -                              | -                    | -                    | 18    | 0     |
| 2021-2022             | Kilmarnock FC            | Scottish Championship | -           | -           | -                     | -                     | -                              | -                              | -                              | -                    | -                    | 0     | 0     |
| Total sur la carrière | Total sur la carrière    | Total sur la carrière | 182         | -           | 50                    | 0                     | -                              | -                              | -                              | 4                    | 0                    | 236   | 0     |